# Guerre et Paix
Pour les articles homonymes, voir Guerre et Paix (homonymie).

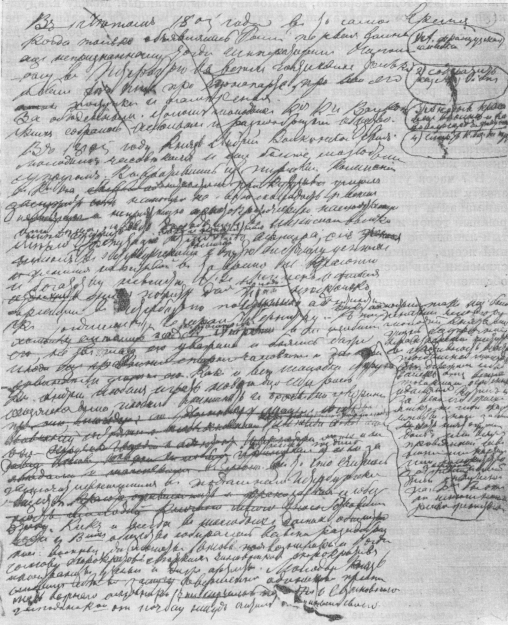
Neuvième brouillon du début de Guerre et Paix en 1864.

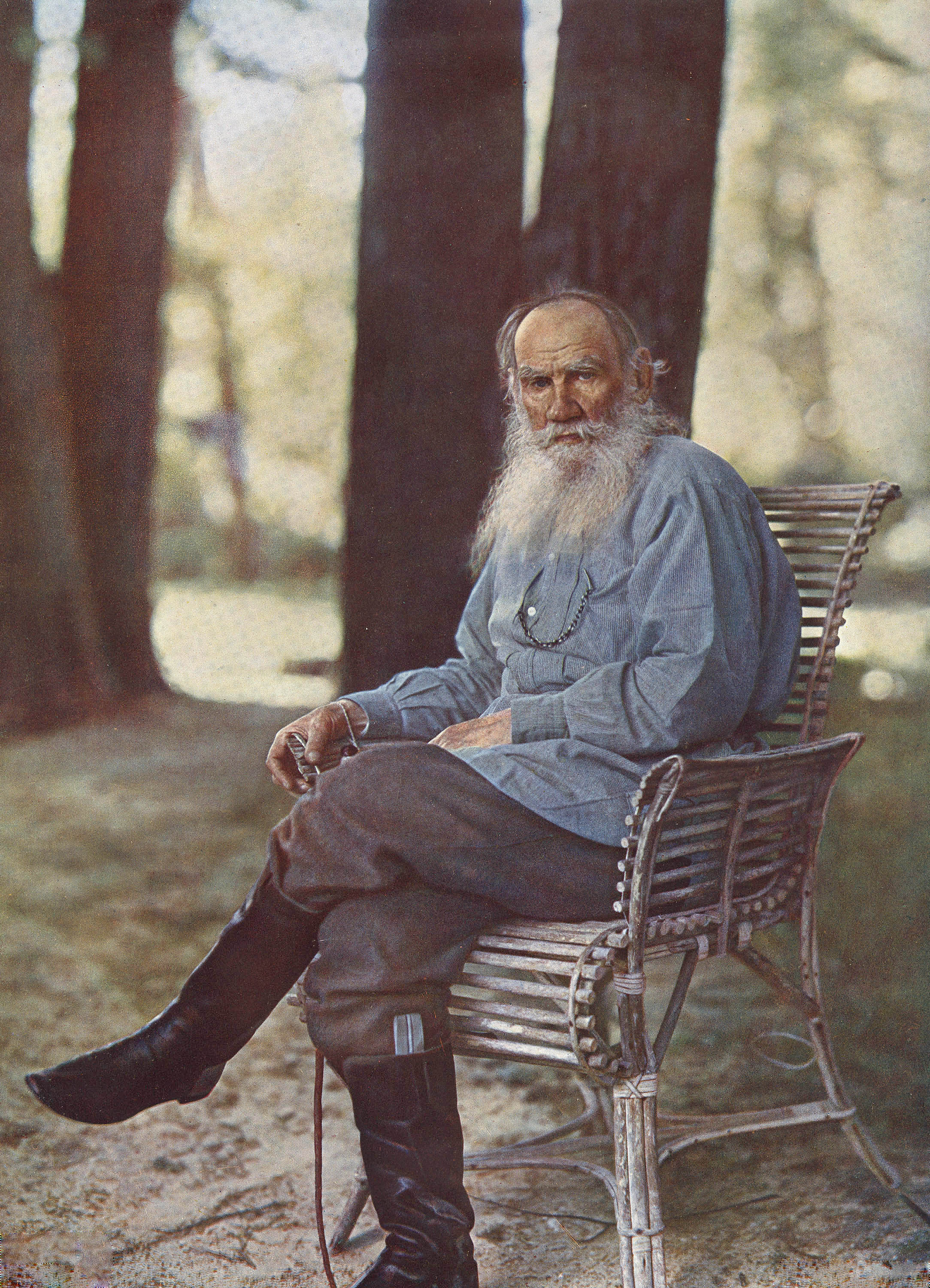
L'écrivain Léon Tolstoï.

Guerre et Paix ou La Guerre et la Paix (en russe : Война и мир, Voïna i mir ; en orthographe précédant la réforme de 1917-1918 : Война и миръ ; API : [vɐjˈna i ˈmʲir]) est un roman de l'écrivain russe Léon Tolstoï.
Publié en feuilleton entre 1865 et 1869 dans Le Messager russe, ce livre narre l'histoire de la Russie à l'époque de Napoléon Ier, notamment la campagne de Russie en 1812. Léon Tolstoï y développe une théorie fataliste de l'histoire, où le libre arbitre n'a qu'une importance mineure et où tous les événements n'obéissent qu'à un déterminisme historique inéluctable.
Dès sa publication, Guerre et Paix fut un immense succès. Pourtant, Tolstoï confia à son ami Afanassi Fet qu'il s'attendait à ce que cette œuvre passât inaperçue. La richesse et le réalisme des détails ainsi que ses nombreuses descriptions psychologiques le font souvent considérer comme un roman majeur de l'histoire de la littérature.
Guerre et Paix a engendré un nouveau genre de fiction, et a cassé un si grand nombre de codes du roman de son époque, que de nombreux critiques contemporains ne le considérèrent pas comme tel. Tolstoï considérait Anna Karénine (1878) comme sa première tentative de roman, au sens où les Européens l'entendaient.

## Titre
Léon Tolstoï traduisit lui-même le titre en français par La Guerre et la Paix ; il trouva tardivement ce titre en s'inspirant d'un ouvrage du théoricien anarchiste socialiste français Pierre-Joseph Proudhon (La Guerre et la Paix, 1861), qu'il rencontra à Bruxelles en 1861, mais dont il ne partageait pas les idées.
Cependant, certains éditeurs donnent la traduction de Guerre et Paix. En effet, en russe, il n'existe pas d'article : ainsi le mot « guerre » peut signifier « guerre », « la guerre » ou « une guerre ».
Une interprétation fausse mais persistante affirme que le sens réel du titre, en français, serait La Guerre et le Monde. Les mots « paix » (avant 1918 : миръ) et « monde » (avant 1918 : міръ, en incluant le sens de la vie en société) sont effectivement des homophones en russe, devenus homonymes vrais (мир) depuis la réforme orthographique russe de 1918. Cela ne suffit cependant pas pour justifier l'utilisation du mot « monde ».

## Trame

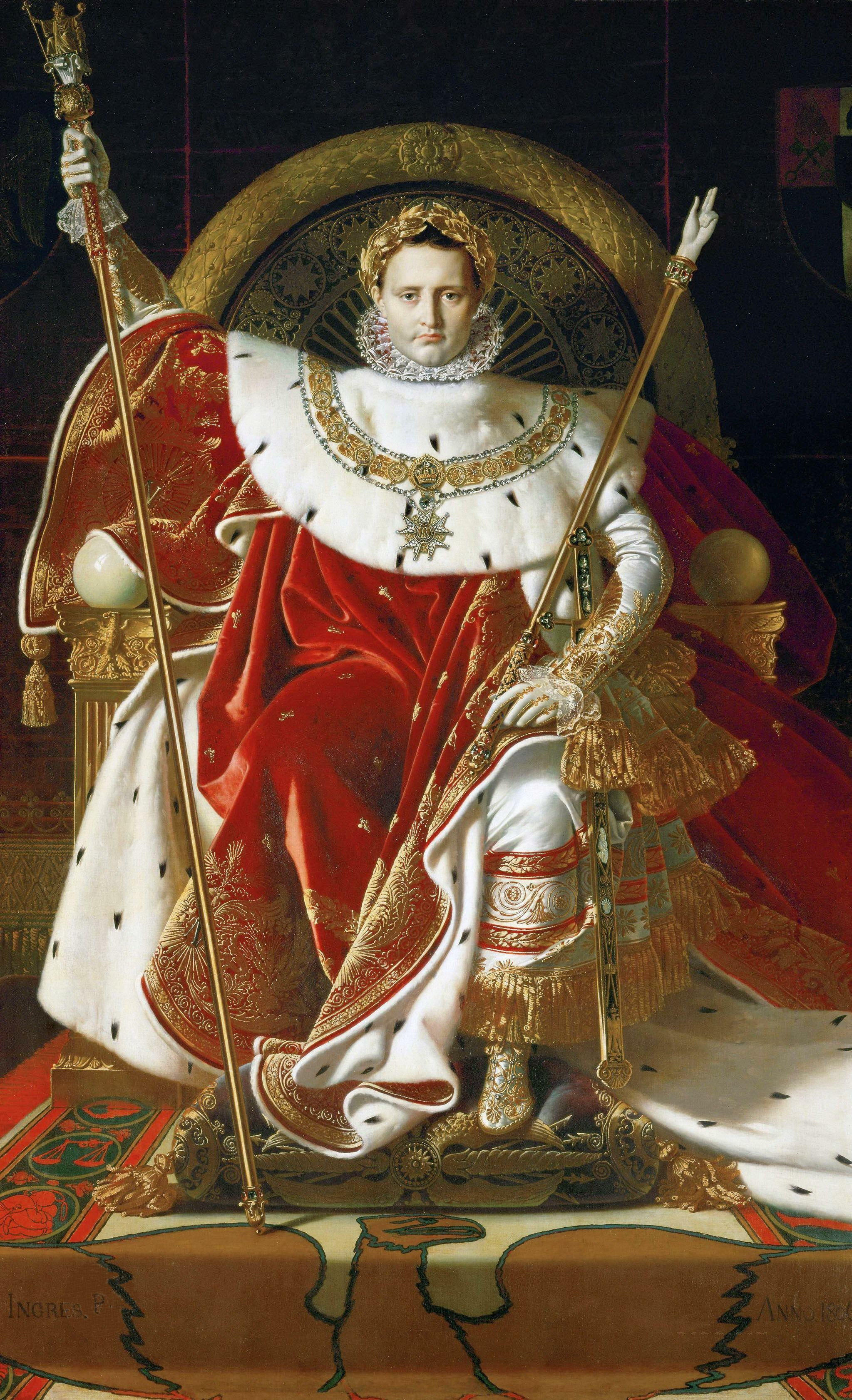
Napoléon sur le trône impérial, Jean-Auguste Ingres.

L'immensité de l'œuvre la rend difficile à résumer. De plus, l'auteur parsème son récit de nombreuses réflexions personnelles qui contraignent le rythme de la lecture. L'action s'étale de 1805 à 1820, bien que l'essentiel du récit se concentre sur quelques moments clés : la guerre de la troisième coalition (1805), la paix de Tilsitt (1807) et enfin la campagne de Russie (1812). Cependant, La Guerre et la Paix ne traite pas que des relations franco-russes de l'époque. Outre les batailles de Schöngrabern, d'Austerlitz et de Borodino, Tolstoï décrit avec beaucoup de soin et de précision les milieux aristocratiques de l'Empire russe, abordant de nombreux sujets alors en vogue : la question du servage, les sociétés secrètes, et la guerre. Les personnages de La Guerre et la Paix sont si nombreux et richement détaillés qu'il est difficile d'y trouver un « héros », néanmoins le plus récurrent est très certainement Pierre Bézoukhov.

## Résumé
Il existe plusieurs versions de Guerre et Paix, voulues par Tolstoï lui-même. Par exemple, une version entièrement en russe, c'est-à-dire où tous les passages en français ont été éliminés. Le résumé ci-dessous correspond à la version principale.

### Livre premier

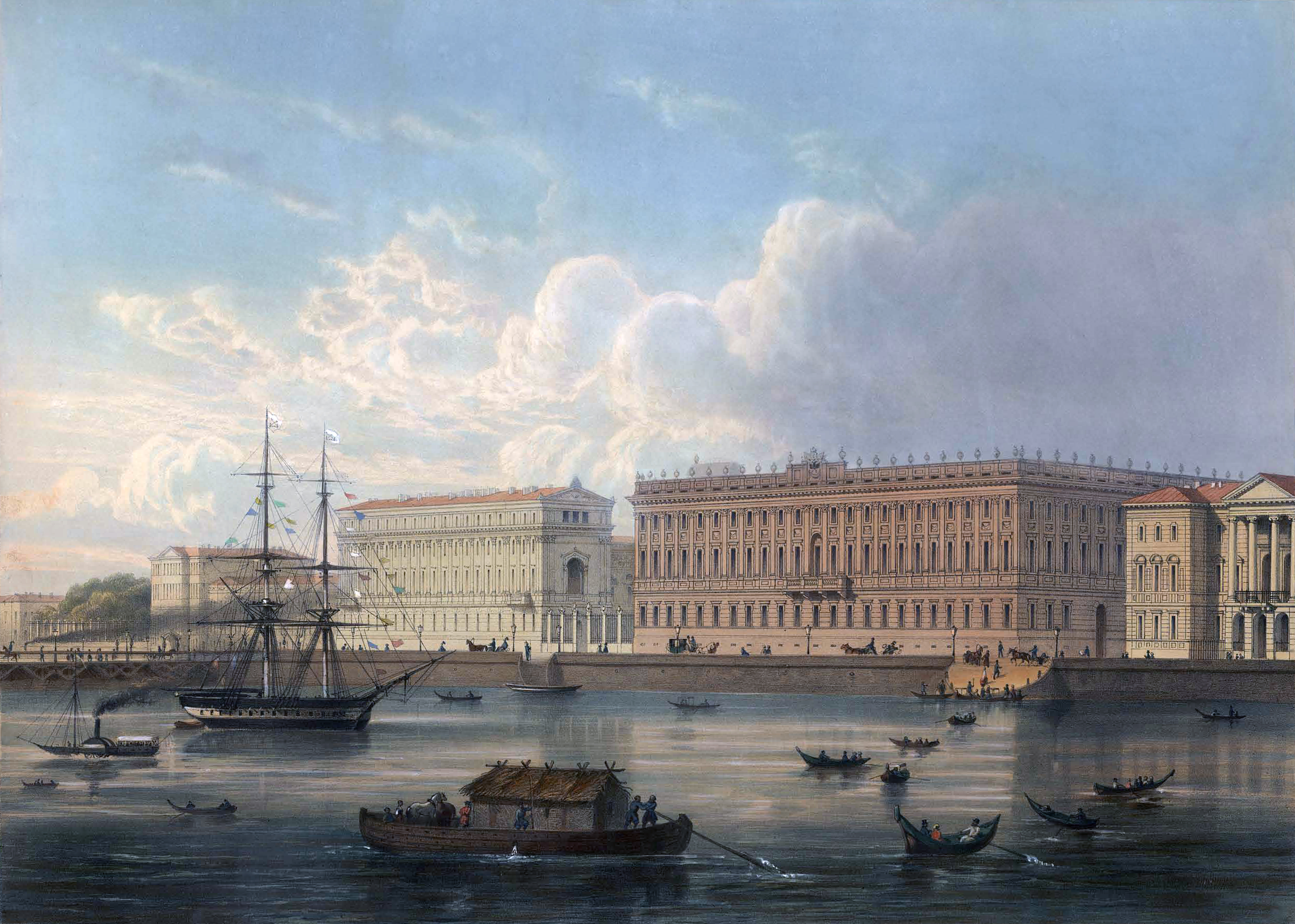
Palais de Marbre (Saint-Pétersbourg).

#### Première partie
En juin 1805 à Saint-Pétersbourg, lors d'une soirée donnée par Anna Pavlovna Schérer, demoiselle d'honneur de l'impératrice douairière Maria Feodorovna, se croisent Pierre Bézoukhov (revenu récemment d'un séjour de dix ans en Europe, influencé par les idées révolutionnaires et peu au fait des convenances de la vie mondaine russe), le prince Basile Kouraguine et ses enfants, Hélène et Hippolyte, le prince André Bolkonsky et Lise, sa jeune épouse enceinte, « la femme la plus séduisante de Pétersbourg ». Pierre, grand et massif jeune homme portant lunettes est le fils illégitime du vieux comte Bézoukhov : son état civil lui vaut un certain mépris mondain. Cette soirée est l'occasion pour Pierre et André de renouer leur amitié. Intelligent, rationnel et ambitieux, André dédaigne autant la futilité du monde que la vie maritale et conseille à Pierre de se marier tard, il conseille aussi à Pierre de cesser de participer à la vie dissolue des jeunes officiers, en particulier les noceurs Anatole Kouraguine et Dolokhov. Pierre donne sa parole d'honneur mais en partant décide de rejoindre une dernière fois la soirée d'Anatole Kouraguine. La nuit de beuverie qui suit donne lieu à un scandale (les fêtards ont attaché un commissaire de police à un ourson qu'ils ont ensuite jeté dans la Moïka), ce qui vaut à Pierre d'être banni de Pétersbourg.
À Moscou, les héritiers potentiels du vieux comte Bézoukhov, mourant, parmi lesquels le prince Basile, se pressent à son chevet. Le pays se prépare au côté des Autrichiens à la guerre contre Napoléon. Dans la famille Rostov, le jeune Nicolas abandonne ses études pour s'engager au côté de son ami Boris Droubetskoï, au grand dam de sa tendre cousine Sonia. La riche Julie Karaguine ne parvient pas à attirer son attention : Nicolas et Sonia sont secrètement amoureux. Quant à l'espiègle Natacha, qui n'a que treize ans, elle se « fiance » avec Boris. Grâce à l'intervention de la princesse Anna Mikhaïlovna Droubetskaïa, Pierre, fils illégitime du comte Bézoukhov, assiste à sa mort et hérite de toute sa fortune. Il devient dès lors un « parti » en vue, se met à fréquenter le monde et les Rostov. Dans la demeure provinciale des Bolkonsky, le prince André est fermement décidé à rejoindre l'armée. Il remet sa femme Lise aux soins de son père, le sévère et coléreux Nicolas Andréïévitch, et de la douce et pieuse princesse Marie.

#### Deuxième partie

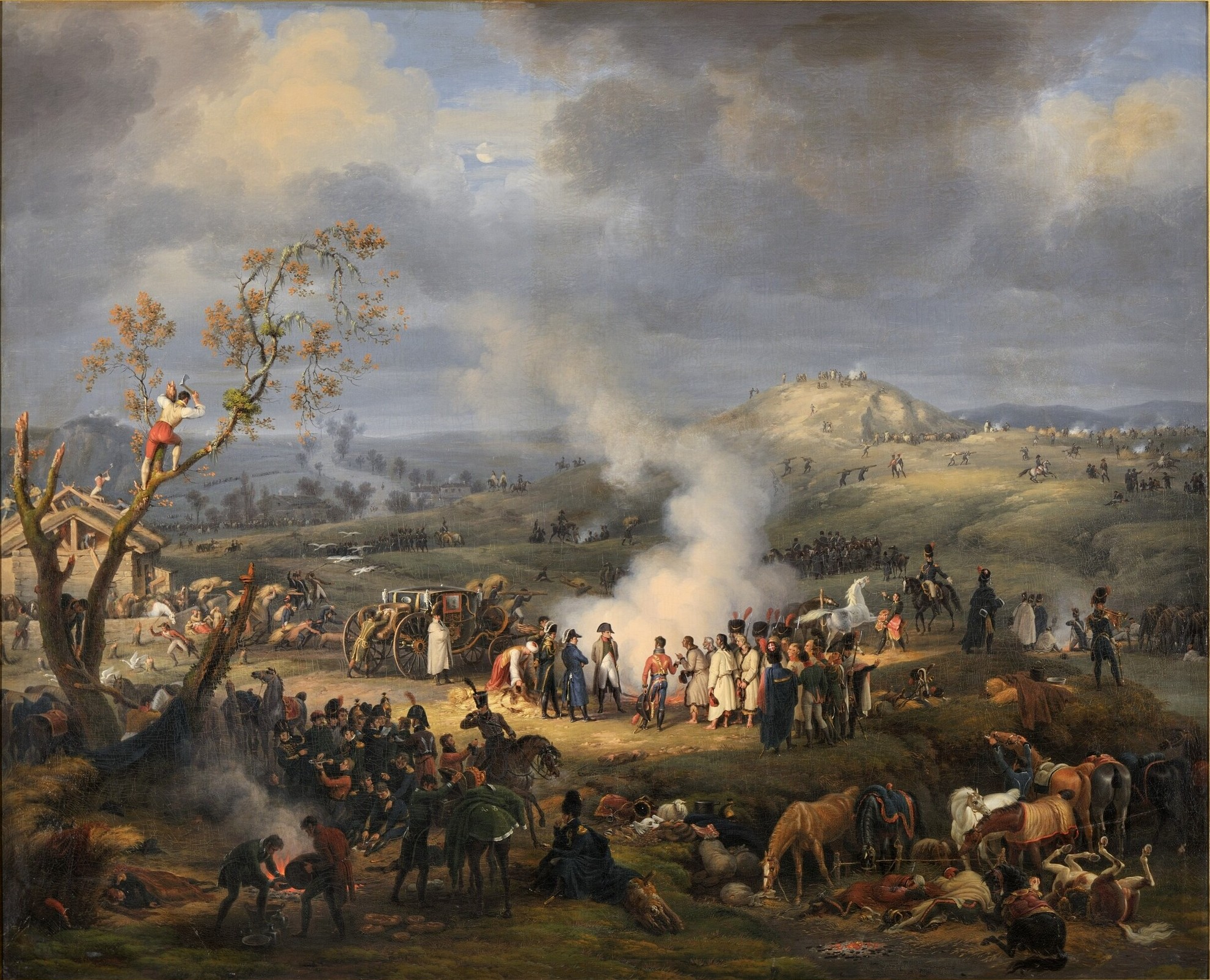
La bataille d'Austerlitz, peinture de L.-F. Lejeune.

À Braunau am Inn, en Autriche, le commandant en chef Koutouzov passe en revue un régiment où l'on retrouve Dolokhov dégradé. André Bolkonsky est aide de camp zélé et observateur. Aspirant hussard, Nicolas Rostov se lie avec son supérieur Denissov. On apprend la défaite du général autrichien Mack et la capitulation de son armée à Ulm. Koutouzov et l'armée russe se replient derrière Vienne, talonnés par la Grande Armée de Napoléon. Après une « victoire » à Krems, le prince André est chargé d'annoncer la nouvelle à la cour autrichienne en exil, qui, indifférente à cette victoire russe, le déçoit. Les Français emmenés par l'audace de Murat passent le pont de Thabor et menacent la jonction des deux armées. Afin d'emmener le plus gros de l'armée vers les Autrichiens, Koutouzov envoie le détachement du général Bagration en barrage. Mais, à cause d'une erreur d'appréciation de Murat, la bataille ne s'engage pas directement. Malgré de lourdes pertes, Bagration parvient à rejoindre Koutouzov. Nicolas Rostov est blessé, tandis que le prince André se désillusionne du pouvoir.

#### Troisième partie
À Saint-Pétersbourg, le prince Basile fait habilement épouser sa fille, la sensuelle et superficielle Hélène, à Pierre Bézoukhov, pourtant réticent mais faible. Fier de ce succès, il désire faire de même avec son fils Anatole, jouisseur impénitent, et Marie Bolkonskaïa. Ils se rendent à Lyssia Gory, propriété des Bolkonsky. Alors que Lise, la femme d'André, est ravie, ils se heurtent à l'hostilité du vieux prince. D'abord subjuguée, Marie surprend le bel Anatole dans les bras de sa dame de compagnie, Mlle Bourienne, et refuse le mariage. Les Rostov reçoivent une lettre de Nicolas, qui est promu officier. À Olmütz, où campe l'armée, celui-ci revoit Boris et rencontre le prince André. Cette dernière rencontre manque de dégénérer en duel mais la froide prestance d'André a raison du caractère sanguin de Nicolas.
Les empereurs russe et autrichien passent les troupes en revue ; Nicolas Rostov voue à Alexandre Ier de Russie une admiration sans bornes. Malgré l'avis de Koutouzov, l'offensive contre Napoléon est décidée et on adopte le plan compliqué du général Weirother, en dépit de nombreuses oppositions. Dans le camp d'en face, les soldats acclament leur empereur. Le lendemain, 2 décembre 1805, commence la bataille d'Austerlitz, qui mène à l'écrasement des armées russe et autrichienne. Tolstoi dans son récit de la bataille reprend le procédé inauguré par Stendhal dans La Chartreuse de Parme ; le narrateur suit les personnages dans leur égarement sans surplomber le champ général, reproduisant l’atmosphère de chaos des combats. Lors de la débâcle, Nicolas prend conscience de la faiblesse de caractère de l'empereur russe, sans renier pour autant son dévouement. Le prince André est grièvement blessé dans une charge. Couché sur le champ de bataille, il est ému par la beauté du ciel. Un peu plus tard, il aperçoit Napoléon et ses troupes, mais il est incapable de dire quoi que ce soit au chef de guerre, puis, laissé pour perdu, il est confié aux soins de la population.

### Livre deuxième

#### Première partie
En 1806, Nicolas rentre à Moscou en compagnie de Denissov. Les retrouvailles avec sa famille sont joyeuses, Sonia et Natacha ont embelli. Malgré son amour pour Sonia, Nicolas profite de sa jeunesse et ne s'engage pas. Une rumeur circule sur une supposée liaison d'Hélène Bézoukhov avec Dolokhov, que Pierre a accueilli chez lui. Au cours d'un dîner en l'honneur de Piotr Ivanovitch Bagration, l'attitude de Dolokhov pousse Pierre au duel. Nicolas, devenu proche du premier, est son témoin. Au cours du duel, Pierre blesse Dolokhov. Toute une nuit, il le croit mort. Au matin, une dispute éclate avec Hélène, il propose la séparation, puis quitte la ville pour Saint-Pétersbourg. Sans nouvelle de son fils André, le vieux prince Bolkonsky le croit mort. Lise étant sur le point d'accoucher, la princesse Marie lui cache le sort de son époux. Mais André arrive à Lyssia Gori la nuit de l'accouchement, et, l'ayant revu, Lise meurt. Plus tard, on baptise son fils Nicolas.
Denissov et Dolokhov, remis de sa blessure, fréquentent assidûment la famille Rostov. Denissov demande la main de Natacha, qui est âgée de quinze ans, Dolokhov celle de Sonia. Toutes deux refusent. Sachant Sonia amoureuse de Nicolas, Dolokhov entraîne ce dernier et le fait perdre au jeu. La dette s'élève à 43 000 roubles. Honteux, Nicolas doit en appeler à son père pour sauver son honneur. Puis il rejoint son régiment, où il se promet d'épargner pour sa famille, en réparation de son inconscience.

#### Deuxième partie
Sur la route de Saint-Pétersbourg, Pierre rencontre Joseph Alexéïévitch Bazdéiev, un franc-maçon qui lui ouvre de nouvelles perspectives sur sa vie et lui enseigne les moyens de l'améliorer. Une fois dans la capitale, il fait son entrée dans l'ordre tandis que la bonne société pétersbourgeoise le méprise au profit d'Hélène. Voulant mettre en application les enseignements de la franc-maçonnerie, il se rend sur ses terres pour mettre fin au servage. Mais, trompé par son habile régisseur, il s'illusionne sur les applications concrètes de ses idées. Il rend visite au prince André ; leurs retrouvailles sont cependant entachées par la vision profondément pessimiste de la nature humaine du prince, renforcée depuis la bataille d'Austerlitz et le décès de Lise. Pierre ne comprend pas André, mais à Lyssia Gori lui apparaît, pourtant, la force de leur amitié. Contre toute attente, la visite de Pierre influence inconsciemment son ami qui sort peu à peu de sa retraite.
Dans son bataillon, Rostov retrouve avec joie Denissov. Celui-ci est sous le coup d'une dégradation après avoir volé de la nourriture pour son régiment affamé. Nicolas, pour le sauver, rejoint Boris qui sert à l'état-major. Mais celui-ci ne fait rien, la demande de grâce de Denissov est rejetée et Nicolas assiste, en spectateur et sans la comprendre, à la paix de Tilsitt.

#### Troisième partie
En 1809, le prince André, retiré dans ses terres, affranchit ses serfs et construit des écoles. Il se rend dans les domaines de Riazan voir le comte Rostov pour affaires. Sa rencontre inattendue avec Natacha le trouble, tant la profonde joie de vivre de celle-ci contraste avec son propre pessimisme. De retour, il décide de quitter la campagne. S'installant à Saint-Pétersbourg, il lâche la bride à ses ambitions personnelles et rencontre Speransky. Pierre, à la tête de la franc-maçonnerie pétersbourgeoise, est plus tourmenté que jamais, ayant échoué à mettre en pratique ses idéaux. Au retour d'un long voyage à l'étranger, ses propositions novatrices sont rejetées par ses frères maçons et il quitte l'Ordre. Sa femme Hélène le supplie de refaire vie commune, ce que Pierre accepte. Il reprend son ancienne vie et tient un journal intime.
La situation financière des Rostov est difficile, le comte est mauvais gestionnaire. Véra, la fille aînée, épouse l'officier Berg et Natacha se délie définitivement de son engagement envers Boris. La jeune fille assiste nerveusement à son premier bal en l'honneur de l'empereur. Grâce à Pierre, André invite Natacha, qu'il revoit pour la première fois, et en tombe amoureux. Dès lors il fréquente de plus en plus les Rostov ; Natacha éprouve pour lui des sentiments jusqu'alors inconnus. André révèle les siens à Pierre, surpris par la transformation de son ami. Il se rend ensuite à Lyssia Gori informer son père ; celui-ci, intransigeant, impose un délai d'un an avant le mariage. André fait enfin sa demande, au grand bonheur de la jeune fille qui accepte les longues fiançailles, mais André refuse qu'elle soit liée à sa parole.

#### Quatrième partie
La situation matérielle des Rostov s'aggrave, la comtesse supplie Nicolas de revenir. D'abord réticent, il se laisse envahir à nouveau par la douceur et la gaieté de la vie familiale. Au cours d'une fête de Noël, il retrouve son amour pour Sonia et lui promet le mariage, au grand mécontentement de sa mère qui espère un mariage riche. Affecté par les fiançailles de Natacha et André, Pierre retrouve ses mauvaises habitudes de noceur et sombre dans un état dépressif. L'attente est longue pour Natacha.

#### Cinquième partie
Alors que le prince est à l'étranger, les Bolkonsky arrivent à Moscou. Natacha leur rend visite, mais le vieux prince refuse de la voir et Marie se montre distante. Déçue et irritée, elle se lamente de l'absence de son fiancé. Lors d'une nuit à l'opéra, elle fait la connaissance d'Hélène, parvenue au comble de la notoriété, et de son frère Anatole. Éblouie par le charme de celui-ci, elle se laisse séduire pendant une soirée organisée par sa sœur. Une lettre passionnée d'Anatole la décide à fuir avec lui et à rompre avec André. Mais Sonia l'en empêche et lorsque Pierre découvre l'affaire, il révèle qu'Anatole est déjà marié. Il se charge de lui faire quitter Moscou, puis se rend chez les Bolkonsky. André est de retour. Avec une feinte animation, il remet les lettres de Natacha à Pierre et annonce son départ pour l'armée. Natacha, ayant tenté de mettre fin à ses jours, reçoit les lettres de la main de Pierre. Touché par sa détresse, il lui révèle, à demi-mot, son amour. Une nouvelle existence s'offre à lui.

### Livre troisième

#### Première partie
1812 : les événements de la guerre « se sont accomplis parce qu'ils devaient s'accomplir ». Napoléon et ses troupes traversent le Niémen en repoussant les cosaques. À Vilna, l'empereur Alexandre apprend l'invasion sans déclaration de guerre. Balakov est envoyé en médiateur, Napoléon le reçoit puis le renvoie : la guerre éclate. André quitte Moscou à la recherche d'Anatole, sans succès, espérant le provoquer en duel. Koutouzov est nommé général en chef. À l'état-major, André se plonge dans le travail afin d'oublier sa trahison et sa solitude. Lors d'une visite à Lyssia Gori, il constate la folie croissante de son père et son acharnement sur la princesse Marie. Barclay de Tolly, Bagration et Tormassov deviennent commandants en chef. Plusieurs camps s'opposent sur la tactique à mener face aux Français. Devant toutes les propositions de batailles, André médite sur l'inutilité de l'art militaire et rejoint l'armée active. Malgré les protestations de sa famille, Nicolas rejoint son escadron qu'à présent il commande. Plus expérimenté, il n'éprouve aucun plaisir devant les honneurs que lui procure « l'acte héroïque » accompli face à l'ennemi.
De retour à Moscou, Natacha, après avoir sombré dans la maladie, se remet peu à peu. Pierre continue sa vie mondaine ; après une rencontre franc-maçonne où il est question de l'Apocalypse, il associe Napoléon à l'Antéchrist. Pétia Rostov est obsédé à l'idée de joindre la milice. Pierre, qui aime Natacha, décide cependant de ne plus voir les Rostov. Ses penchants constitutionnels concernant la création des milices heurtent la noblesse russe réunie pour le séjour express de l'empereur à Moscou.

#### Deuxième partie
À la bataille de Smolensk, les armées de Tolly et Bagration se rejoignent dans la mésentente : c'est la débâcle et le retrait. Les habitants de la ville brûlent leurs maisons avant l'exode. Dans une lettre, André informe son père de la situation, Lyssia Gori n'étant située qu'à quelques kilomètres de Smolensk. Mais Marie décide de rejoindre Bogoutcharovo, la propriété d'André, non loin de là, alors que son frère les croit en route vers Moscou. En effet, le vieux prince est tombé malade après avoir voulu lever une milice. André visite Lyssia Gori abandonnée ; c'est un colonel aimé de ses soldats envers lesquels il se sent utile, mais le spectacle de cette jeunesse sacrifiée comme « chair à canon » le terrifie.
Le prince Nicolas meurt en demandant pardon à sa fille. Après l'enterrement, les villageois de Bogoutcharovo refusent de laisser leurs biens et s'opposent au départ de la princesse pour Moscou. Nicolas Rostov, en tournée de réquisition, se rend sur les terres des Bolkonsky. Il disperse les paysans et délivre la princesse Marie. Cette rencontre romanesque leur laisse à tous deux une profonde impression. André revoit Koutouzov, et comprend l'imminence d'une bataille. À Moscou, la ville s'exalte du patriotisme du gouverneur Fédor Rostoptchine.
Tolstoï expose ici le plan de la bataille de Borodino, qu'il soutient être une victoire russe conforme à la guerre d'attrition menée par les Russes.

#### Troisième partie

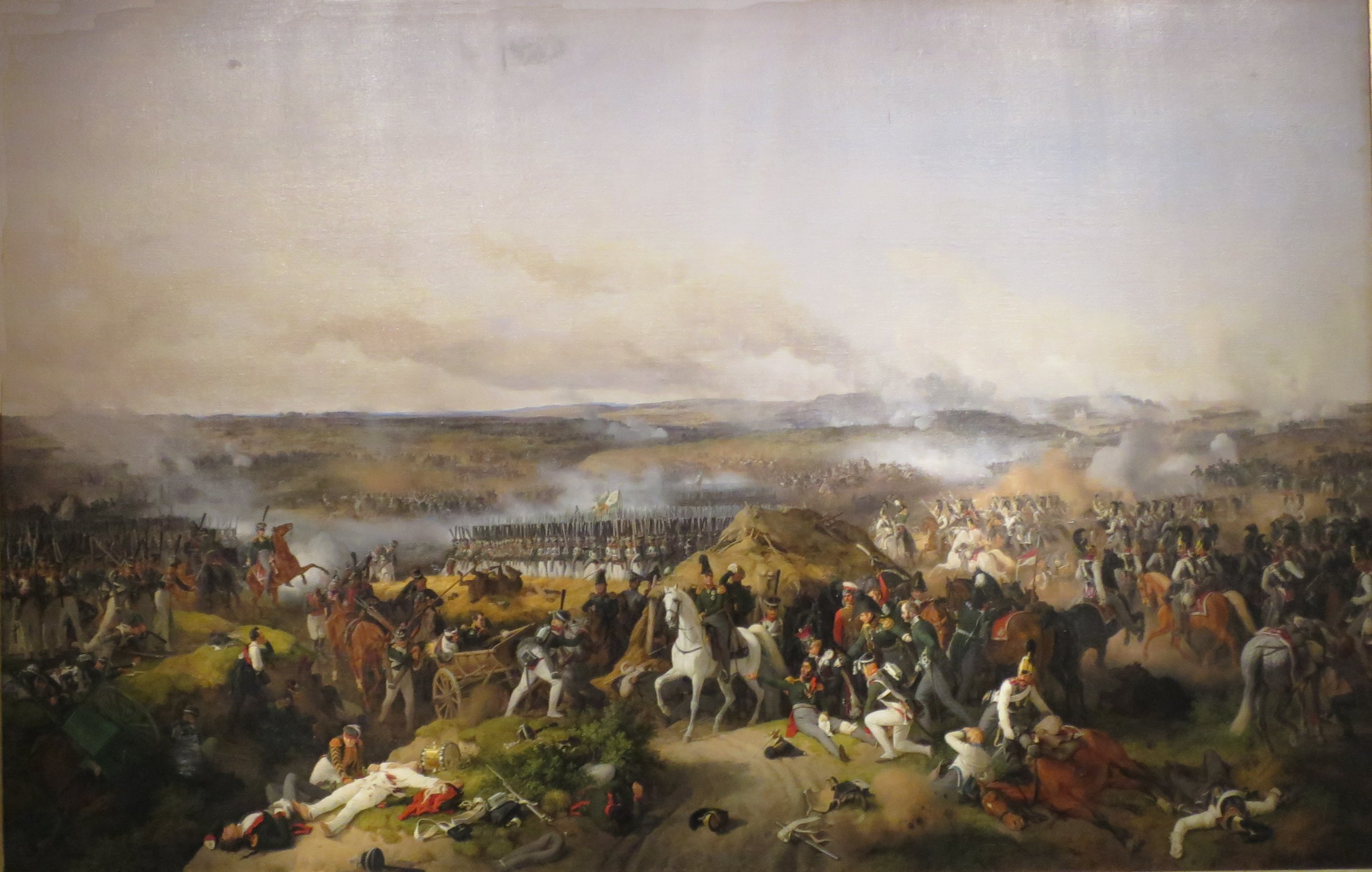
La bataille de Borodino de Peter von Hess.

Pierre décide de se rendre à Borodino, pour « voir la guerre ». On lui explique les positions des deux armées. Il assiste à une procession religieuse où se trouve Koutouzov et rencontre Boris Droubetskoi. Puis il se rend chez André : celui-ci le reçoit d'abord froidement, puis il lui livre ses pensées sur la guerre. D'abord surpris, Pierre finit par comprendre mais l'entretien est de courte durée. Pressentant qu'il ne reverra jamais son ami, il part alors qu'André se replonge dans un souvenir heureux d'avec Natacha. La veille de la bataille, Napoléon est présenté dans son intimité, ce qui éclaire sur sa personnalité. Le lendemain, Pierre se rend sur le front auprès de l'état-major. Ne se sentant pas à sa place, il rejoint un groupe d'artilleurs au cœur de la bataille. Il assiste avec horreur à la bataille de Borodino et manque de tuer à mains nues un soldat français. Devant la résistance russe, les généraux français demandent des renforts, mais Napoléon refuse de faire intervenir sa Garde impériale. Le régiment d'André, en réserve, subit des attaques de mortier. Soudain un obus blesse le prince au ventre et il est emmené d'urgence dans une tente où se trouvent d'autres blessés. On l'opère à vif et il assiste à l'amputation d'un officier qui n'est autre qu'Anatole Kouraguine. Le voyant, le prince André pleure de douleur, de pitié, d'amour et du regret de la vie qu'il sent s'échapper. La bataille produit une impression extraordinaire sur Napoléon : malgré l'apparente victoire, son armée est « semblable à un fauve qui vient de recevoir dans le flanc une blessure mortelle ».

##### Le conseil de guerre à Fili

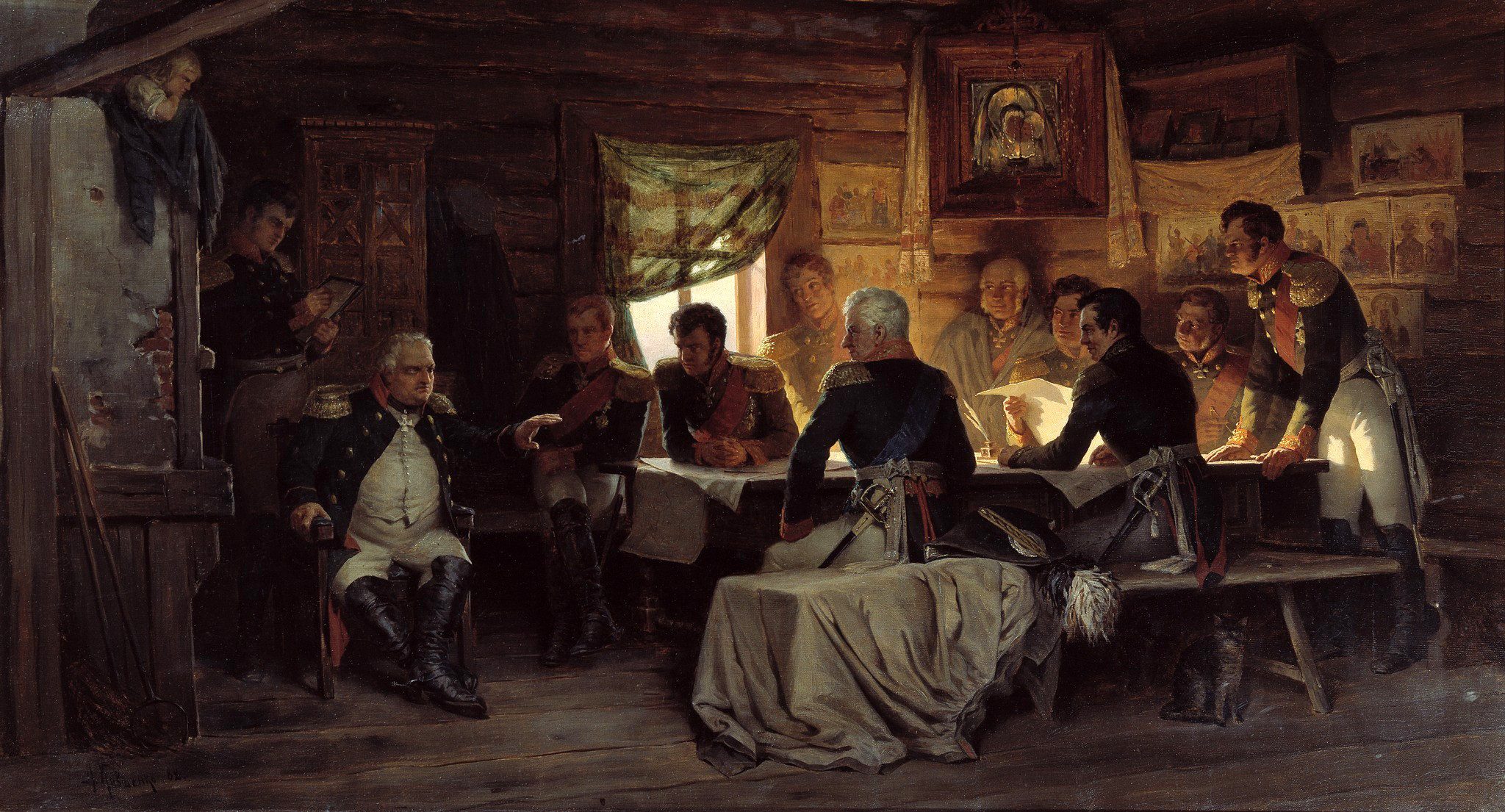
Conseil de guerre à Fili par Alexeï Kivchenko (1851-1895), 1880, galerie Tretiakov.

Un tableau d'Alexeï Kivchenko, Conseil de guerre à Fili, dépeint une scène suivant la bataille. On y voit l'état-major russe tenir conseil à Fili, dans la spacieuse isba du paysan André Savostianov. La petite fille d'André, Malacha, âgée de six ans, est seule de la famille Savostianov à y assister, en haut de la cheminée. Koutouzov est assis à part dans un fauteuil pliant. Juste sous l'icône est assis Barclay de Tolly, pâle et fièvreux, la croix de saint Georges au cou. Sont présents l'aide de camp de Koutouzov, Kaïssarov, Ouvarov, Dokhtourov, le comte Ostermann-Tolstoï, Raïevski, Konovnitzine, Iermolov debout, les mains sur la table, et le comte von Bennigsen.
« Bennigsen ouvre la séance par cette question : « Faut-il abandonner sans combat l'antique et sainte capitale de la Russie ou faut-il la défendre ? ». (…)

« L'antique et sainte capitale de la Russie ! », répondit Koutouzov plein de colère. « Permettez-moi de vous dire, Excellence, que cette question n'a pas de sens pour un Russe. On ne peut poser une pareille question et elle n'a pas de sens. La question pour laquelle j'ai demandé à ces messieurs de se réunir est une question militaire. C'est la suivante : « Le salut de la Russie est dans son armée. Est-il préférable de risquer la perte de l'armée et de Moscou en acceptant la bataille ou de livrer Moscou sans combat ? » Voilà la question sur laquelle je désire connaître votre opinion ».  »
— Léon Tolstoï, La Guerre et la Paix
À la fin de la conférence et après avoir entendu l'avis des généraux, Koutouzov ordonne la retraite.

#### Quatrième partie

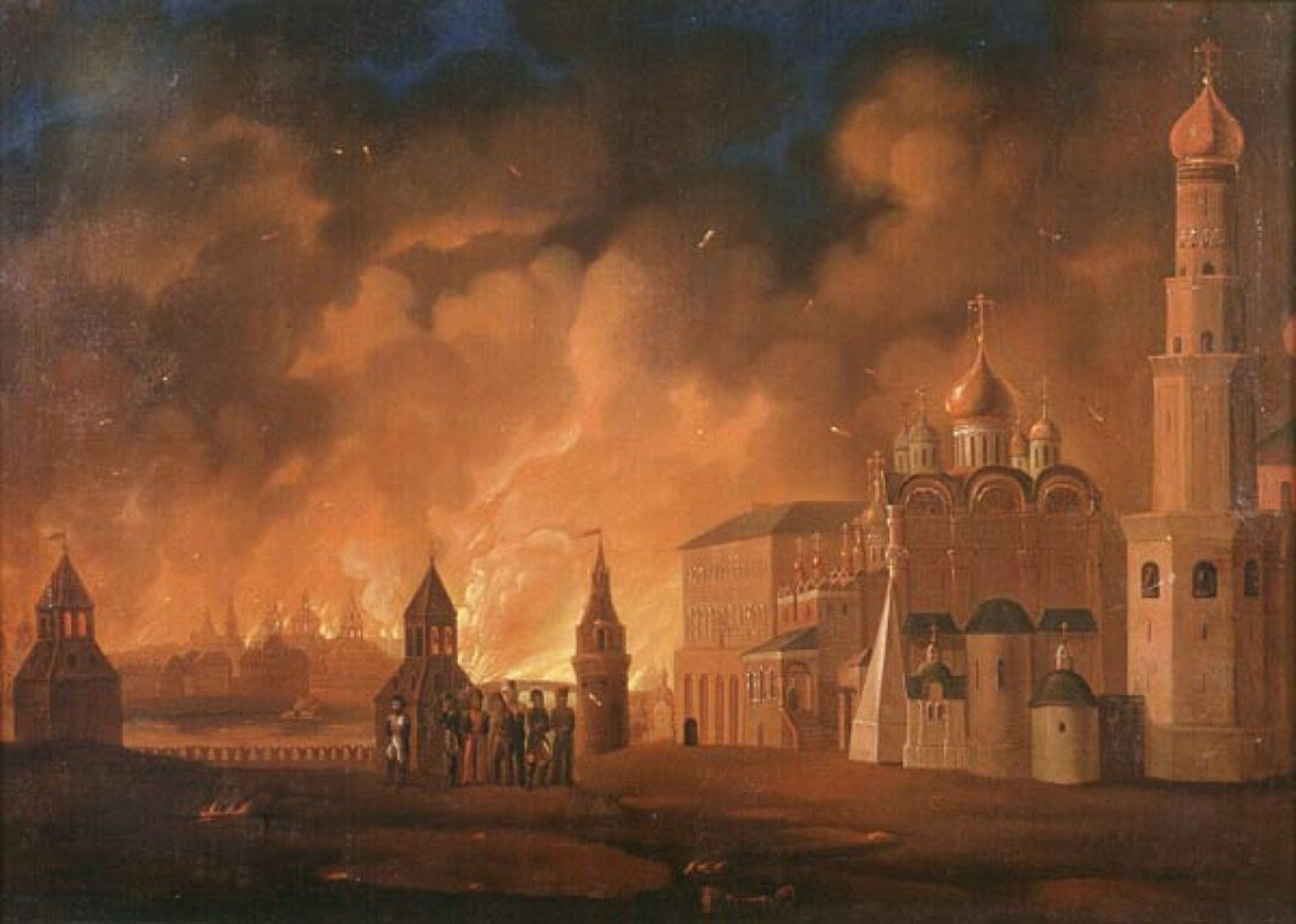
L'incendie de Moscou en 1812.

Les pertes russes sont énormes, c'est le repli général et la prise de Moscou par l'ennemi. Malgré les injonctions de Rostoptchine, les Moscovites quittent la ville. À Saint-Pétersbourg, Hélène s'est convertie au catholicisme afin d'épouser un prétendant étranger et demande le divorce. En fuite avec les soldats russes, Pierre tente de rejoindre Mojaïsk, mais les habitants quittent la ville et on lui apprend la mort d'Anatole et d'André. De retour à Moscou, il disparaît subitement. Les Rostov organisent leur départ dans la confusion ; Pétia est dans la milice. Natacha convainc ses parents d'accueillir les blessés dans la cour, puis de leur donner des chariots pour fuir. Alors que la famille laisse derrière elle presque tous ses biens, Sonia découvre le prince André gravement blessé dans le convoi. Tous décident de ne pas en informer Natacha. Dans les rues chaotiques de la ville, Natacha reconnaît Pierre déguisé en caftan qui lui fait un énigmatique adieu.
Du haut du mont Poklonnaïa, Napoléon observe Moscou la Sainte. On lui annonce que la ville est déserte et abandonnée aux pillards. Rostoptchine jette en pâture à une foule déchaînée un « traître à la patrie » avant de quitter la ville. Les Français entrent dans Moscou et occupent les maisons vides, quand le grand incendie se déclare. Pierre, décidé à assassiner Napoléon, se cache. Il rencontre Ramballe, un capitaine français. Au loin, les Moscovites regardent la ville brûler. Parmi eux se trouvent les Rostov. Natacha, ayant découvert la présence d'André parmi les blessés, ne songe qu'à le rejoindre. Atteint par la fièvre, celui-ci l'aperçoit comme une apparition. Il lui a pardonné et l'aime plus qu'auparavant. Dès lors, elle reste à son chevet. Pierre erre dans la ville en ruines afin de mettre son projet à exécution. Il secourt un enfant bloqué par les flammes, puis une jeune femme attaquée par des soldats. Son poignard est découvert, il est arrêté et enfermé par les Français.

### Livre quatrième

#### Première partie
À Saint-Pétersbourg, Alexandre Ier et sa Cour apprennent l'abandon de Moscou à l'ennemi. On commente également la mort mystérieuse d'Hélène.
Nicolas est envoyé en mission à Voronège pour la remonte de sa division. Il y côtoie avec plaisir la société civile et sa tante l'informe de la présence de la princesse Marie dans la ville. La rencontre est tendue. Marie irradie d'un charme insoupçonné alors que Nicolas ressent la crainte de l'inconnu et de cet amour si différent de celui de Sonia. Marie décide de partir à la recherche de son frère qu'elle sait blessé. Au cours d'une messe, Nicolas est subjugué par la douleur et la grâce de son visage. Soudain, une lettre de la malheureuse Sonia, écrite à contrecœur, le libère de son engagement. Il apprend également la présence du prince André auprès de Natacha et en informe Marie.
Pierre est amené devant le général Davout : il est condamné à mort comme espion et incendiaire. Au moment de l'exécution, alors qu'il attend la mort, il découvre qu'il est gracié. En prison, il rencontre Platon Karataïev, un soldat, symbole accompli pour Pierre de l’esprit de simplicité et de vérité, qui lui redonne espoir. La princesse Marie se rend au chevet de son frère et est accueillie avec ferveur par Natacha et les Rostov. Cependant, la blessure d'André est très grave. Malgré les soins et la présence aimante de Natacha, une nuit, la certitude de la mort s'impose à lui. Au bout de quelques jours, il meurt dans les bras de Marie et Natacha.

#### Deuxième partie
Tolstoï expose longuement la fatalité de l'échec français. L'armée russe continue sa retraite vers la route de Taroutino, et prépare la bataille du même nom. Moscou est occupée depuis un mois, l'empereur russe n'a accepté aucune demande d'armistice et les Français se disloquent dans la ville en cendres. Napoléon, acculé par la bataille de Taroutino et l'état moral de ses troupes, décide de quitter Moscou non sans avoir pillé la cité.
En prison depuis un mois, Pierre trouve l'apaisement tant recherché de son âme. Grâce à la privation et à l'inconfort, il atteint avec joie un « calme moral » et une humilité qui le changent à jamais. Les soldats français le tiennent en sympathie, car c'est un homme instruit qui parle leur langue. C'est alors que la retraite commence : les prisonniers sont emmenés vers un voyage dont ils ne connaissent pas l'issue. La Grande Armée commence son long chemin de retour, au seuil de l'hiver, à des milliers de kilomètres de chez elle. Pour Koutouzov la Russie est sauvée, il ne reste qu'à laisser faire la débâcle, malgré l'opposition des généraux. Plusieurs attaques russes sont lancées, mais « l’armée française serra les rangs, et poursuivit, en fondant peu à peu, sa route fatale vers Smolensk. »

#### Troisième partie
Suivant la logique de « guerre de résistance », Denissov et Dolokhov préparent l'attaque d'un contingent français, afin de libérer des prisonniers russes. Un messager arrive auprès de Denissov qui reconnaît le jeune Pétia. Enthousiaste et téméraire, celui-ci part en mission d'espionnage sur proposition de Dolokhov. Dans le camp français, il glane des informations précieuses et force l'admiration émotive de Pétia. Le lendemain, Pétia est tué brutalement par balle lors de l'attaque, sous les yeux de Denissov et Dolokhov. Parmi les prisonniers libérés se trouve Pierre. Celui-ci, tout comme les autres, a subi la faim, le froid et les conditions extrêmes des prisonniers d'une armée en déroute. Son compagnon Karataïev, trop affaibli, a été exécuté en chemin, au bord d'une route. Les grands froids commencent, la retraite des Français devient tragique et nombre d'entre eux périssent dans d'effroyables conditions.

#### Quatrième partie

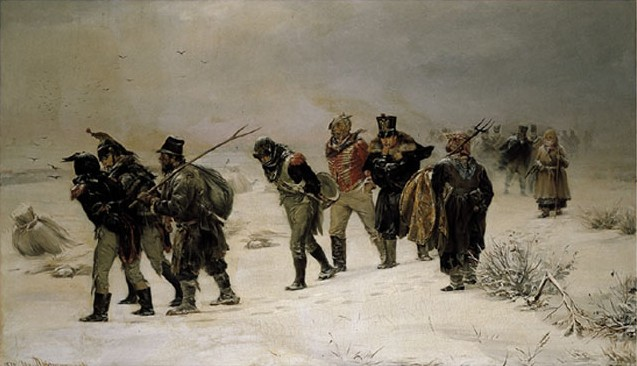
L'arrière-garde dirigée par le Maréchal Ney, tableau En 1812, par Illarion Prianichnikov.

Le deuil et la douleur de Natacha et Marie sont immenses, mais la réalité reprend progressivement ses droits ; Marie doit s'occuper de son neveu dont elle est la seule famille et les Rostov apprennent avec horreur la mort de Pétia. La comtesse Rostov sombre dans la dépression et ce coup est fatal pour la santé du comte. Natacha soigne jusqu'à l'épuisement sa mère, qui lentement se remet. La princesse Marie projette son retour à Moscou en emmenant Natacha dont l'état de santé inquiète tout le monde. À la bataille de Krasnoï, les Russes épuisés harcèlent une armée napoléonienne en débandade ; les morts jalonnent le repli des Français. Le passage de la Bérézina est dramatique pour les deux camps, mais se solde en une victoire russe. Napoléon abandonne son armée en prenant de l'avance avec sa garde. Il manque cependant de se faire capturer par un escadron de cosaques qui préfèrent piller les convois français. Koutouzov prend sa retraite dans l'ingratitude générale.
Pierre, en convalescence à Orel, semble toujours le même, mais sa tolérance nouvelle lui attire la sympathie de tous. Plus juste et réfléchi, il en devient par conséquent plus efficace dans ses décisions. De retour à Moscou, il reprend contact avec le monde et rend visite à la princesse Marie. Il y rencontre Natacha, sans la reconnaître, et son amour lui revient avec force. Au cours d'une soirée, tous trois s'épanchent intimement sur la mort d'André et sur les souffrances de Pierre. Natacha sort de son deuil sous les yeux de Marie, un nouveau bonheur avec Pierre s'offre à elle.

### Épilogue
En 1813, Natacha et Pierre se marient et s'installent à Saint-Pétersbourg. Le vieux comte Rostov meurt quelque temps plus tard, laissant des dettes immenses et insoupçonnées à son fils Nicolas. Celui-ci regagne Moscou et, malgré différents conseils, accepte l'héritage. Il quitte l'armée pour un poste administratif. Vivant dans un petit appartement avec sa mère et Sonia, il s'acharne tant bien que mal à rembourser les dettes et à subvenir aux besoins du foyer. Il cache aux Bézoukhov l'état de ses finances. Alors que la comtesse l'incite à renouer avec la princesse Marie, il s'offusque de l'idée d'une union à des fins matérielles. Ses sentiments pour la malheureuse Sonia ne sont plus que de la reconnaissance et de l'affection. La princesse Marie se rend à Moscou où elle découvre la situation des Rostov. Lors d'une visite, elle se heurte à la froide distance de Nicolas. Puis, lors d'une seconde entrevue, la glace rompt enfin, un avenir conjoint leur apparaît possible.
En 1820, Nicolas s'occupe du domaine de Lyssia Gori et parvient à payer les dettes du comte Rostov au bout de quatre ans. Il y vit avec les siens dont sa mère, la comtesse Rostov, qui devient aigrie. C'est un seigneur respecté mais violent avec ses gens. Il rentabilise le domaine et semble comblé par cette nouvelle vie campagnarde qu'occupe le travail, sa famille et la lecture. Grâce au soutien moral de Marie, avec qui il forme un couple uni, Nicolas tente d'être plus respectueux et moins coléreux avec ses paysans, qu'il aime et respecte profondément sans se l'avouer. Ils reçoivent régulièrement la famille Bézoukhov, à savoir Pierre, Natacha et leurs enfants. Natacha est devenue une mère de famille exclusivement dévouée aux siens, jusqu'à en négliger tout rapport de séduction avec son mari au travers de son apparence et de son comportement. Elle voue une admiration sans bornes à son époux, Pierre, qui est en effet respecté de tous pour sa bonté, sa sagesse et son intelligence. Il suscite en particulier la dévotion du jeune Nicolas, le fils d'André, sensible et intelligent. Au cours d'une soirée, Pierre parle à Nicolas et Denissov, resté très proche des Rostov, de la formation probable d'une opposition à la politique autoritaire et réactionnaire de l'empereur. Alors que Nicolas s'emporte, tenant le devoir et le respect du gouvernement au-dessus de tout, Pierre lui oppose des arguments réfléchis et humanistes. La discussion tourne presque à la dispute, Nicolas promet d'obéir aux ordres d'Araktcheïev s'il doit exécuter des putschistes, y compris Pierre. Les esprits se calment lorsque tous découvrent la présence du jeune Nicolas. Celui-ci demande à Pierre s'il est vrai que son père aurait partagé ses idées ; Pierre acquiesce à contrecœur. La nuit, le jeune Nicolas fait un rêve : il est aux côtés de son oncle Pierre face à son autre oncle Nicolas, menaçant. Pierre devient le prince André, ce père auquel il voue un culte passionné et il jure d'accomplir de grandes choses, choses dont même feu le prince André Bolkonski serait fier.

## Liste des personnages

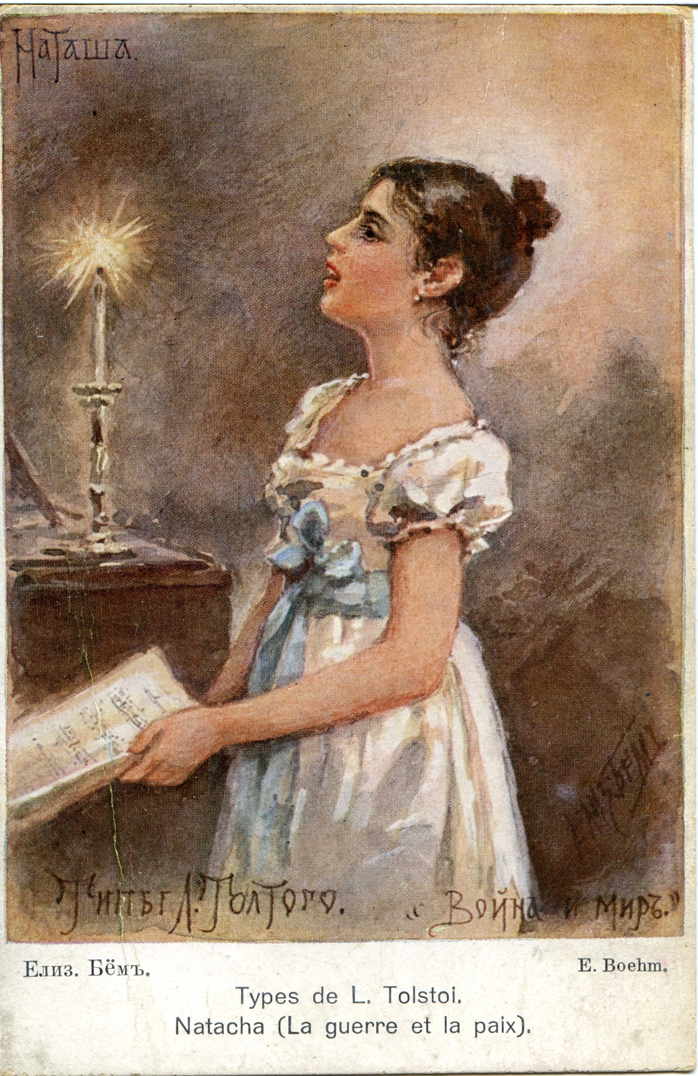
Natasha Rostova, de Guerre et Paix (carte postale de Elizaveta Bem).

L'écrivain mêle dans son œuvre personnages historiques (Napoléon et Alexandre Ier, Koutouzov et Berthier par exemple) et imaginaires (les familles Rostov et Bolkonsky, par exemple).
Dans cette liste de personnages les personnages historiques sont identifiés par '(hist.)' après le nom. La liste de ceux-ci n'est pas exhaustive. Le nom des personnages imaginaires est suivi entre parenthèses de la page (référant à l'édition dans la Bibliothèque de La Pléiade, Editions Gallimard, 1952, réimpression 2017) de leur première apparition suivi d'une courte description faite par Tolstoï.

## Analyses
Dans Guerre et Paix, Léon Tolstoï expose sa vision de l'histoire de la campagne de Russie. Il conteste les théories historiques, la science militaire et le génie de Napoléon. Selon Tolstoï, les véritables explications de la guerre sont inaccessibles à l'entendement humain ; elles sont le fruit d'un nombre incalculable de causes.
Les aspects proprement militaires de Guerre et Paix ont été analysés et commentés par le général Mikhaïl Dragomiroff dès 1868, dans Guerre et paix de Tolstoï au point de vue militaire.
La franc-maçonnerie est aussi évoquée dans Guerre et Paix, voir à ce sujet l'analyse de Julie Bouvard.
Les notions du mariage et de la famille y sont également analysées par l'auteur. Travail somme toute logique, Tolstoï s'étant marié en 1862, soit trois années avant la publication de Guerre et paix. Il y décrit le mariage comme un acte visant à impulser la vie et créer du plaisir entre les époux. A ce titre, il le compare avec un repas qui lui, vise à maintenir la vie tout en donnant de la satisfaction. Il indique ainsi que la séparation de ces deux éléments (vie et plaisir) est possible, mais qu'elle provoque un déséquilibre : celui qui, par gourmandise, prendrait plusieurs repas ne pourrait les digérer et sa vie en serait altérée, quant celui qui voudrait plusieurs épouses n'aurait jamais de famille.

## Citation
La peinture de Tolstoï se concentre sur les milieux aristocratiques, qu'il décrit souvent tendrement, mais aussi de façon plus acide :

« Anna Mikhaïlovna la serrait déjà dans ses bras en pleurant : la comtesse [Rostov] pleurait aussi. Elles pleuraient parce qu'elles étaient amies, parce qu'elles avaient bon cœur, parce que, amies d'enfance, elles étaient obligées de s'occuper d'une chose aussi vile que l'argent, et parce que leur jeunesse était passée... Mais leurs larmes leur étaient douces à toutes deux... »

— Léon Tolstoï, La Guerre et la Paix, Livre I, 1re partie, chapitre 16.

## Dans la propagande de guerre stalinienne
Pendant la Seconde Guerre mondiale, le régime de Staline a utilisé Guerre et Paix comme un puissant outil de propagande pour renforcer le sentiment patriotique et l'unité nationale. La description dans le roman de la victoire de la Russie sur Napoléon en 1812 a eu une forte résonance auprès des dirigeants soviétiques, qui y ont vu des parallèles avec leur lutte contre l'Allemagne nazie. Le gouvernement a activement promu le livre, considérant Tolstoï comme un précurseur du réalisme socialiste et considérant les thèmes du roman comme positifs pour le moral en temps de guerre. Des passages de Guerre et paix sont produits en série et même affichés sur des panneaux publicitaires à Moscou, tandis que des chapitres sont lus lors d'émissions de radio. Le roman devient si populaire que Tolstoï est l'auteur le plus publié dans le pays pendant la guerre, dépassant même Lénine. Les citoyens soviétiques se tournent vers le livre de manière indépendante, y trouvant une source de courage et un moyen de valider leurs propres expériences du conflit. L'influence du roman s'étend au commandement militaire, les généraux de Stalingrad citant l'œuvre de Tolstoï comme un modèle pour leur propre performance. Cette utilisation généralisée de Guerre et Paix dans les efforts de propagande reflétait la stratégie plus large du régime consistant à relier les événements contemporains à l'histoire nationale épique de la Russie, en encourageant les citoyens à considérer leurs luttes actuelles à travers le prisme des sacrifices patriotiques historiques,.

## Éditions françaises
- Léon Tolstoï (trad. Irina Paskévitch), La guerre et la paix, Paris, Hachette, 1879[17].
- Léon Tolstoï (trad. Henri Mongault, préf. Pierre Pascal), La Guerre et la Paix, Paris, Gallimard, coll. « Bibliothèque de la Pléiade » (no 66), 1952 (réimpr. 2008), 1660 p. (ISBN 978-2-07-010563-2)
- Léon Tolstoï (trad. Elisabeth Guertik), La guerre & la paix, Lausanne, La Guilde du livre, 1953, 1200 p.
- Léon Tolstoï (trad. Elisabeth Guertik), Les œuvres littéraires de Tolstoï IV,V,VI,VII, La guerre et la paix, Lausanne, éditions Rencontre, 1961
- Léon Tolstoï (trad. Boris de Schlœzer, préf. Boris de Schlœzer), La Guerre et la Paix, t. I, Paris, Gallimard, coll. « Folio » (no 287), 1972 (1re éd. 1960), 1024 p. (ISBN 978-2-07-042517-4)
- Léon Tolstoï (trad. Boris de Schlœzer, préf. Boris de Schlœzer), La Guerre et la Paix, t. II, Paris, Gallimard, coll. « Folio » (no 288), 1972 (1re éd. 1960), 1155 p. (ISBN 978-2-07-042518-1)
- Lev Tolstoï (trad . Bernard Kreise). La Guerre et la Paix. Paris. Le Seuil. 2002. 957 p.  (ISBN 2-02-047696-7) (BNF 38905741)

## Adaptations

### Opéra
- Guerre et Paix de Serge Prokofiev.

### Radio
- 1966 : La guerre et la paix adapté par Georges Govy pour France Culture.

### Cinéma
- 1915 : Guerre et Paix (Война и мир) de Yakov Protazanov et Vladimir Gardin, film russe muet.
- 1915 : Natacha Rostova (Наташа Ростова) de Piotr Tchardynine, film russe muet.
- 1956 : Guerre et Paix (War and Peace) de King Vidor avec Henry Fonda et Audrey Hepburn, film italo-américain condensant l'histoire.
- 1965-1967 : Guerre et Paix (Война и мир) de et avec Serge Bondartchouk et Ludmila Savelieva, adaptation soviétique en quatre époques. Filmé en 70 mm. Oscar du meilleur film étranger en 1968.
- 1975 : Guerre et Amour (Love and Death), film de Woody Allen avec Diane Keaton. Adaptation burlesque du roman.

### Télévision
- 1972 : Guerre et Paix, réalisé par John Davies avec Anthony Hopkins, adaptation par la BBC du roman de Tolstoï. Anthony Hopkins obtient la récompense du Meilleur Acteur BAFTA en 1972 pour son interprétation du rôle de Pierre Bézoukhov.
- 2000 : La Guerre et la Paix, captation de l'opéra de Prokofiev réalisée par François Roussillon avec Robert Brubaker (ca)[18].
- 2007 : Guerre et Paix, adaptation télévisée en quatre épisodes, coproduite par sept pays européens, réalisée par Robert Dornhelm.
- 2016 : Guerre et Paix, adaptation en six épisodes par la BBC du roman de Tolstoï.

### Théâtre
- 2001 : le metteur en scène russe Piotr Fomenko fait une adaptation théâtrale des sept premiers chapitres de Guerre et Paix[19].
- 2014 : Guerre et Paix, adaptation pour théâtre de marionnettes, texte de Louis-Dominique Lavigne d'après Tolstoï, mise en scène Antoine Laprise, coproduction Le Théâtre du Sous-marin jaune et Le Théâtre de Quartier, au Théâtre de la Bordée à Québec[20].

### Comédie musicale
- 2012 : Natasha, Pierre & The Great Comet of 1812, adaptation d'une partie d'environ 70 pages du roman de Tolstoï, produite à Broadway en 2016 avec Josh Groban dans le rôle de Pierre et Denée Benton dans le rôle de Natasha. Une controverse fit clore le spectacle à Broadway le 3 septembre 2017.